# Eutreptodactylus itaboraiensis
Eutreptodactylus itaboraiensis — викопний м'ясоїдний вид кілегрудих птахів родини Зозулеві (Cuculidae). Голотип MNB 4083v (неповний дистальний фрагмент правої цівки) знайдений у відкладеннях мергелю поблизу міста Сан-Хосе-де-Ітабораі на сході Бразилії. Датується палеоценом-еоценом, віком 58,7-48,6 млн років.